# Giuseppe Nobili
Giuseppe Nobili (Omegna, 11 februari 1877 - Omegna, 4 december 1908) was een Italiaans carcinoloog.
Hij doctoreerde in de natuurwetenschappen aan de universiteit van Turijn in 1899 en werd assistent in het Zoölogisch Museum van deze universiteit, wat later het museum van zoölogie en vergelijkende anatomie werd. Hij specialiseerde zich in de studie van kreeftachtigen (Crustacea), en publiceerde meer dan vijftig artikels hierover, waarin hij vele nieuwe taxa beschreef. In de Annales des Sciences Naturelles van 1906 publiceerde hij een uitgebreide monografie over de decapoda en stomatopoda van de Rode Zee.